# 阿里斯蒂德·林登麦伊尔

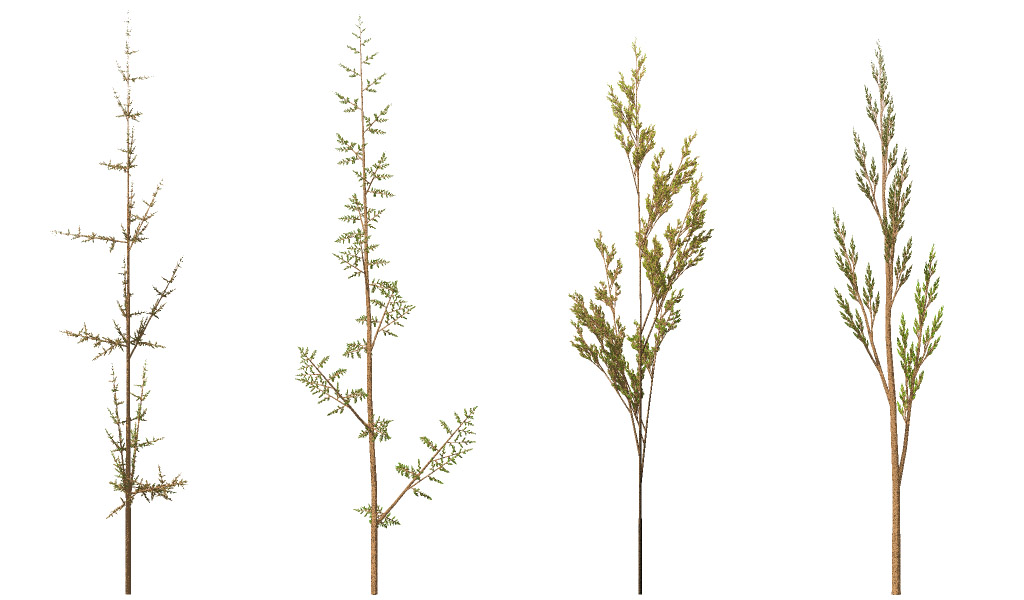
L系統生成的植物样结构

阿里斯蒂德·林登麦伊尔（1925年11月17日—1989年10月30日）是一位匈牙利生物学家，本科毕业于羅蘭大學，博士毕业于密西根大学，知名于发明了形式语言L系統（L-systems）。